# Johnny Pacar
Johnny Pacar, född 6 juni 1981 i Dearborn, Michigan, USA är en amerikansk skådespelare. Egentligen heter han Pacuraru i efternamn, men har som skådespelare kortat ner det till Pacar. Han växte upp i den lilla staden Wayne med sina föräldrar Judith och John Pacuraru. 
Den av hans roller som är mest känd i Sverige är den som Jackson (Cody Jackson) i "Flyg 29 saknas" som har sänts i SVT i repris många gånger. Johnny har också medverkat i filmen Now you see it..., som är en Disney original movie. Pacar har även haft en liten roll i filmen Wild Child som Roddy. Han har också haft en biroll i serien Ghost Whisperer.
Han är också sångare/songwriter/gitarrist i bandet Forever the day.
Han har även gjort låtarna One last wish, Give it our love och You&me som soloartist. I programmet "Flyg 29 saknas" sjöng han även låten "I won't stand alone".